# 미카엘 아쉬미노프
미카엘 스파소프 아쉬미노프(불가리아어: Михал Спасов Ашминов 미할 스파소프 아슈미노프, 영어: Michal Spasov Ashminov, 1982년 3월 27일~)는 불가리아의 요리사이다.

## 생애
소피아에서 불가리아인 아버지와 폴란드인 어머니 사이에서 태어났으며 소피아에 위치한 쉐라톤 호텔 발칸(Sheraton Hotel Balkan)에서 요리사로 근무한 경력을 갖고 있다. 현재는 대한민국 서울에 위치한 불가리아 음식 전문 식당인 젤렌의 이태원점의 오너셰프로 근무하고 있다.

## 방송 출연

### 예능
- 2014년 - 2019년 JTBC 《냉장고를 부탁해》
- 2015년 SBS 《런닝맨》
- 2015년 JTBC 《내 친구의 집은 어디인가》
- 2015년 JTBC 《비정상회담》
- 2017년 채널A 《잘 살아보세》
- 2018년 tvN 《수미네 반찬》
- 2020년 tvN 《수미네 반찬》 100회 특집
- 2020년 MBC 《미스터리 음악쇼 복면가왕》
- 2022년 KBS 1TV 6시 내고향

### 드라마
- 2015년 MBC 주말특별기획 《여왕의 꽃》 ... 특별출연
- 2016년 SBS 일일드라마 《사랑은 방울방울》
- 2018년 tvN 수목드라마 《김비서가 왜 그럴까》 특별출연

## 경력
- 1998년 ~ 2002년 불가리아 쉐라튼호텔 셰프
- 2002년 ~ 2005년 웨스틴조선호텔 셰프
- 2005년 젤렌 이태원점 오너셰프